# Kurshim (huyện)
Kurshim (Tiếng Kazakh: Күршім ауданы) là một huyện của tỉnh Đông Kazakhstan, miền Đông Kazakhstan. Trung tâm hành chính của huyện là thị xã Kurshim.